# Quingeo
Quingeo är en ort i Ecuador.   Den ligger i provinsen Azuay, i den södra delen av landet, 300 km söder om huvudstaden Quito. Quingeo ligger 2 751 meter över havet och antalet invånare är 5 646.
Terrängen runt Quingeo är kuperad. Runt Quingeo är det ganska tätbefolkat, med 60 invånare per kvadratkilometer. Närmaste större samhälle är Cuenca, 16,6 km nordväst om Quingeo. Trakten runt Quingeo består i huvudsak av gräsmarker.